# Khâemtitry (vizir d'Amenmes)
Khâemtitry est un vizir du pharaon Amenmes de la XIXe dynastie.
Le vizir Khâemtitry est représenté sur un bloc provenant d'un sanctuaire de Deir el-Médineh. Le nom de Khâemtitry a été recouvert de plâtre et remplacé par celui du vizir Parahotep. L'ensemble se trouve maintenant à l'institut oriental de Chicago (OI 10816).
Aidan Mark Dodson décrit une série d'événements où le vice-roi Messouy se retire (ou est forcé de le faire) et est remplacé par un autre Khâemtitry à la toute fin du règne de Mérenptah. Messouy élève Khâemtitry au poste de vizir.
Krauss souligne qu'il n'y a aucune preuve pour soutenir la théorie selon laquelle le vice-roi Khâemtitry, qu'il date du règne de Mérenptah, et le vizir Khâemtitry du règne d'Amenmes sont une seule et même personne.